# 閃光少女 (單曲)
《閃光少女》（閃光少女，Put Your Camera Down）是東京事變的數位單曲以及同名影音DVD專輯，由EMI Music Japan／Virgin Music於2007年11月21日發行，同日提供數位下載的服務。日後，本曲收錄至東京事變第四張專輯《SPORTS》中。在跨業合作部分，歌曲「閃光少女」成為日本速霸陸汽車公司‘STELLA’和‘R2’廣告主題曲。
影像作品收錄東京事變巡迴演唱會《live tour 2007 Spa & Treatment》當中首次發表的同名歌曲，以及之前〈OSCA〉、〈Killer Tune〉等單曲的音樂錄影帶。此外，並同時收錄同名單曲的英文歌詞版，歌名為「Put your Camera Down」。
在銷售成績方面，本張專輯在日本Oricon音樂DVD榜上最高位居單週第2名，名列2007年年度銷售榜第47位。歌曲「閃光少女」在RIAJ所公布的數位下載榜中，名列2007年年度銷售榜第28位。在銷售認證上，歌曲「閃光少女」的手機和電腦下載也分別在2008年1月及03月通過日本唱片協會認定為金唱片。

## 簡介
《閃光少女》是東京事變第六張DVD作品，採用96kHz／24bite的高音質錄製而成。同時，本首歌曲也提供線上下載的服務。主打歌「閃光少女」是東京事變巡迴演唱會《東京事變 live tour 2007 Spa & Treatment》的新曲。此首歌曲在《娛樂》的製作期間與其他歌曲同時完成創作，但椎名林檎想讓聽眾「在第一次接觸這首歌的時候，希望以現場表演的方式呈現」，且「閃光少女」和收錄在專輯《娛樂》的歌曲「私生活」相較，這兩首歌曲一定要先聽「私生活」後，才能聽「閃光少女」，這樣才會越聽越有味，所以並沒有收錄於專輯《娛樂》中。另外，椎名林檎也提到如果是用mp3來聽這首歌當然很棒，但當我們每聽到一首新歌，總是會遲疑這是什麼歌曲時，那何不如我們第一次專心的聆聽這張專輯，用心感受音樂，而這也就是要用DVD收錄的原因。雖然一開始並沒有要將「閃光少女」CD音源化的打算，但是在東京事變2010年2月24日發行的第四張專輯《SPORTS》中，意外地收錄本首歌曲，而這也是「閃光少女」第一次成為CD音源。
「閃光少女」這首歌曲是龜田誠治的創作，原標題為「頭巾」（Hood）。創作靈感來自於冬天時看見了身穿羽絨夾克的女生，以外套的帽子來遮掩寒意，卻遮掩不住她臉上那天真無邪的表情，龜田誠治看到了這個影像以後，心想「這個孩子的未來，會遇到誰？會度過怎樣的人生呢？」這首歌的雛形也就這樣產生。而東京事變為了將「閃光少女」的世界觀發揮到極致，他們日後將「運動」的概念沿用至第四張專輯《SPORTS》中。在歌詞部分，椎名林檎表示早在「透明人間」（2005）那個時期就已經想好了。
至於採用英語歌詞的歌曲版本「PUT YOUR CAMERA DOWN」，椎名林檎在接受專訪時表示這個歌曲名稱是來自負責歌詞翻譯的Robbie Clark之意見。不過，這個英文歌名十分貼切的表達歌詞『相信當下的這個瞬間，並且用心去感受』的含意（「今という瞬間を信じてその瞬間に没頭しよう」）。
「閃光少女」這首歌首先於2007年10月18日宣布東京事變即將發行DVD與黑膠唱片版的訊息。同日，在官方網站上提供歌迷先行下載，觀看音樂錄影帶的服務。並於11月21日在日本正式開放音樂下載，並發行DVD《閃光少女》。而台灣則是於11月27日發行進口版DVD與台壓版DVD。

### 獲獎紀錄
The SPACE SHOWER MUSIC VIDEO AWARDS
- 最佳團體音樂錄影帶獎－《Killer Tune》

MTV Video Music Awards Japan
- 年度最佳音樂錄影帶獎－《OSCA》（提名）

### 跨業合作
- 「閃光少女」

速霸陸汽車公司‘STELLA’和‘R2’廣告主題曲

## 曲目
1. OSCA（OSCA，OSCA） 
  - 作詞：浮雲　　　作曲：浮雲　
  - 收錄於《娛樂》專輯中

可多角度觀賞「OSCA」MV
2. Killer Tune（キラーチューン，Killer-tune）
  - 作詞：椎名林檎　作曲：伊澤一葉
  - 收錄於《娛樂》專輯中
3. 閃光少女（閃光少女，Put Your Camera Down）
  - 作詞：椎名林檎　作曲：龜田誠治
  - 收錄於《SPORTS》專輯中
4. 特別收錄（特典映像）

音樂錄影帶導演：兒玉裕一

## 銷售排行

### Oricon 銷售榜(日本)
《閃光少女》於2007年11月21日發行。發行首週，在日本公信榜Oricon的DVD榜2007年12月3日付的榜單中以22,399張銷售量居單週第六名。而在音樂專輯榜則位居單周第二名，同週第一名是銷售量突破17萬大關的團體KAT-TUN所發行的專輯「TOUR 2007 cartoon KAT-TUN II You」。第二週則位居音樂專輯榜第五位，同週第一、二名分別是團體KAT-TUN所發行的專輯「TOUR 2007 cartoon KAT-TUN II You」及搖滾樂團Mr.Children的專輯「Mr.Children "HOME" TOUR 2007」。總計《閃光少女》總共在日本公信榜Oricon的音樂專輯榜上榜15週，累積銷售達4.4萬張。同時在2007年音樂專輯年銷售榜中，《閃光少女》以3.3萬張銷售量居全年第47名。
| 名稱                    | Oricon銷售榜          | 最高  | 最高   | 總銷售量 | 累積上榜次數 |
| 名稱                    | Oricon銷售榜          | 排 行 | 銷售量 | 總銷售量 | 累積上榜次數 |
| ----------------------- | --------------------- | ----- | ------ | -------- | ------------ |
| 2007年11月21日 閃光少女 | 綜合DVD銷售 週排行榜  | #6    | 22,399 | 43,818   | 15週         |
| 2007年11月21日 閃光少女 | 音樂DVD銷售 週排行榜  | #2    | 22,399 | 43,818   | 15週         |
| 2007年11月21日 閃光少女 | 音樂DVD年度銷售排行榜 | #47   | 32,837 | 43,818   | 15週         |

### 其他銷售榜
| 排行榜名稱                   | 最高排名 |
| ---------------------------- | -------- |
| (日本) Soundscan：DVD Top 20 | #6       |
| (日本) J-WAVE：Tokio Hot 100 | #54      |
| (日本) RIAJ鈴聲下載榜 (月榜) | #22      |
| (日本) RIAJ數位下載榜 (年榜) | #28      |

### 銷售認證
| 認證單位                    | 銷量             |
| --------------------------- | ---------------- |
| (日本) RIAJ：數位下載(手機) | 金唱片 (100,000) |
| (日本) RIAJ：數位下載(電腦) | 金唱片 (100,000) |

## 發行歷史
| 國家 | 發行日期       | 發行形式           | 唱片公司        | 商品編號  |
| ---- | -------------- | ------------------ | --------------- | --------- |
| 日本 | 2007年10月18日 | 鈴聲下載、手機下載 | EMI Music Japan | -         |
| 日本 | 2007年11月21日 | DVD                | EMI Music Japan | TOBF-5540 |
| 台灣 | 2007年11月27日 | DVD(進口初回盤)    | EMI Music Japan | TOBF-5540 |
| 台灣 | 2007年11月27日 | DVD(台壓盤)        | 金牌大風        | -         |

## 宣傳行程
| 類型   | 日期       | 名稱                                      |
| ------ | ---------- | ----------------------------------------- |
| 演唱會 |            | 東京事變 live tour 2007 Spa & Treatment   |
| 電視   | 2007/11/30 | 【朝日電視台】MUSIC STATION in Super Live |

## 脚注